# Hamlet (Thomas)
Hamlet és una òpera en cinc actes d'Ambroise Thomas, amb llibret de Michel Carré i Jules Barbier, basat al seu torn en una adaptació d'Alexandre Dumas i Paul Meurice de l'obra homònima de William Shakespeare. S'estrenà a l'Opéra National de Paris el 9 de març de 1868.

## Origen i context

### Versions franceses anteriors de Hamlet
En aquesta òpera es canvia el príncep de Dinamarca per un heroi francès que se salva al final i és coronat rei. El canvi és una adaptació de l'obra teatral d'Alexandre Dumas i Paul Meurice, que fou la base que van utilitzar els llibretistes Jules Barbier i Michel Carré. A l'obra l'interès se centra en dos eixos: la relació entre Hamlet i Ofèlia i la venjança del príncep.

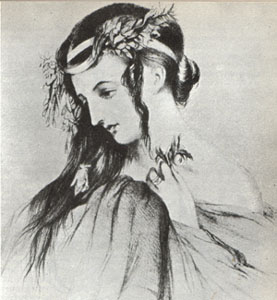
Dibuix de Harriet Smithson com a Ofèlia a Hamlet de Shakespeare

La readaptació de les tragèdies shakespearianes constituïa tota una tradició a França. Durant molt de temps les seves obres no eren ben rebudes al país veí, de manera que sempre hi va haver autors que es van dedicar a adaptar-lo als gustos del públic francès. La fascinació del públic parisenc amb Ofèlia, prototip de la dona fràgil, va començar a la tardor de 1827, quan una companyia anglesa dirigida per William Abbot va anar a París per fer una temporada de Shakespeare en anglès al Théâtre de l'Odéon. L'actriu irlandesa Harriet Smithson feia el paper d'Ofèlia i les seves escenes de bogeria varen impressionar al públic. Entre els assistents hi havia, Alexandre Dumas, pare, que amb vint anys estava a punt d'embarcar-se en una important carrera com a novel·lista i dramaturg, i que va declarar que l'obra havia «superat totes les meves expectatives». El compositor francès Hector Berlioz també va estar present en aquesta actuació d'obertura i va quedar sorprès per la seva grandesa dramàtica i per la bellesa de l'actriu, que fou la seva primera musa i esposa. Fins i tot la dona de l'ambaixador anglès, Lady Granville, es va sentir obligada a informar que els parisencs havien "rugit amb l'Ofèlia de la senyoreta Smithson, tot i l'accent irlandès de l'actriu i la manca de poder en la seva veu, que havien obstaculitzat el seu èxit a Londres. No va passar molt temps abans que noves peces de vestir i pentinats, à la mode d'Ophélie imnitant l'actriu, es van posar de moda a París.

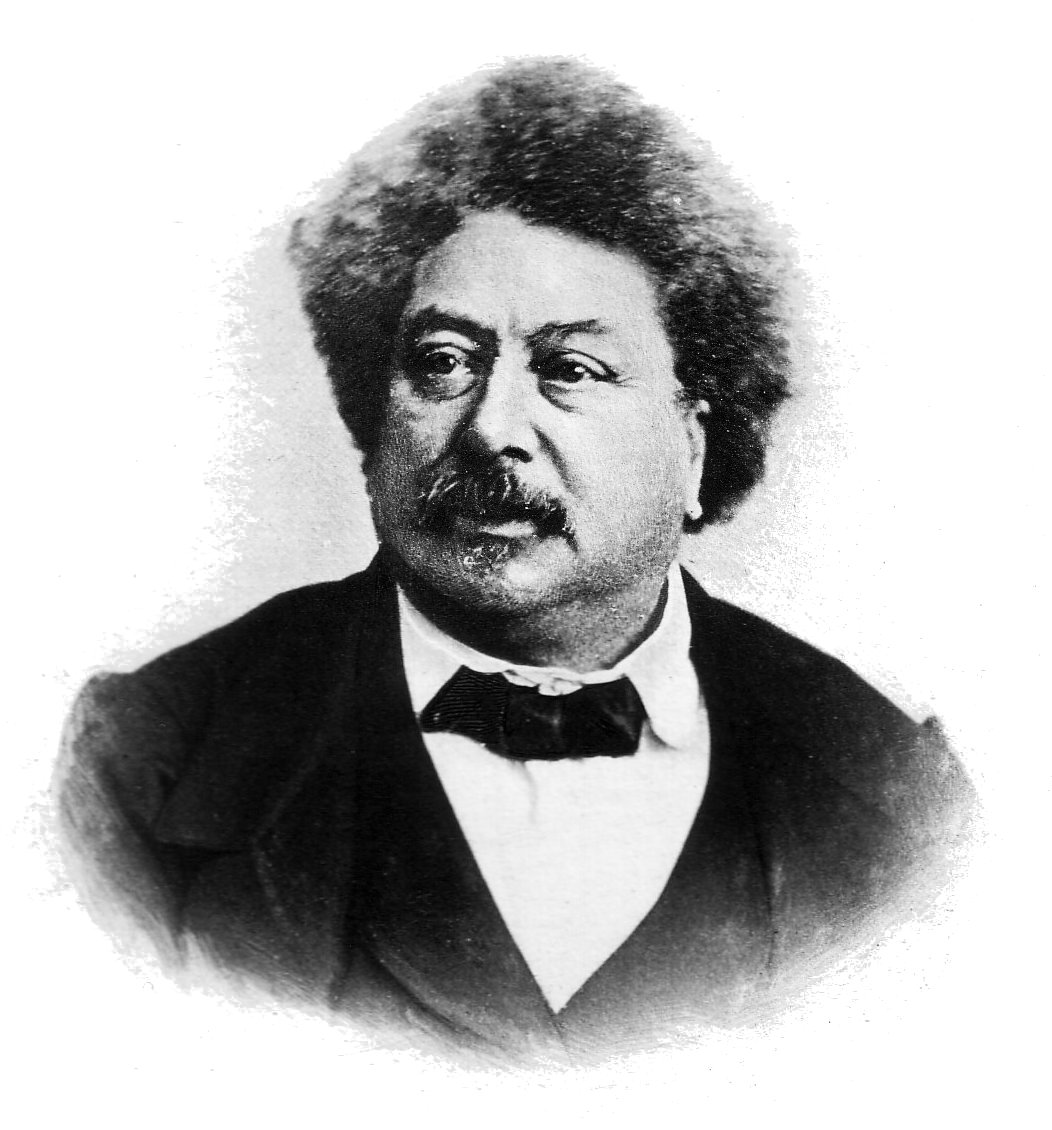
Alexandre Dumas, pare

A principis de la dècada de 1840, Alexandre Dumas, que s'havia convertit en amic personal de Berlioz i Smithson, havia aconseguit fama internacional amb les seves novel·les i drames històrics. Amb el creixent interès en Shakespeare, i en particular en el Hamlet, que s'havia despertat per les actuacions de Smithson a l'Odéon, Dumas va decidir preparar una nova traducció francesa de l'obra que es presentaria al Théâtre Historique. Una traducció anterior al francès en vers de Hamlet de Jean-François Ducis, representada per primera vegada el 1769, encara s'estava fent a la Comédie-Française, i Dumas se sabia el paper principal de memòria. Aquesta versió de Ducis tenia molt poca semblança amb l'original de Shakespeare. Hi havia molts menys caràcters: cap fantasma, sense Rosencrantz i Guildenstern, sense jugadors, ni enterramorts. No hi havia un duel, i Hamlet no moria al final. Aquestes modificacions eren necessàries per obtenir representacions en els teatres francesos del seu temps. Ducis havia dit a l'actor i empresari anglès David Garrick que un fantasma que parla, jugadors itinerants i un duel d'esgrima eren "absolutament inadmissibles" en l'escena francesa.
Dumas va seguir el costum, i encara que es va ajustar una mica més a l'original, no es va privar d'afegir escenes pel seu compte i de, com havia fet Ducis, deixar viu al príncep. Dumas no parlava ni llegia correctament l'anglès. Necessitava ajuda, així que va escollir un escriptor més jove amb el nom de Paul Meurice, d'entre el seu cercle de protegits i assistents. Meurice anteriorment havia col·laborat amb Auguste Vacquerie a Falstaff, una combinació de les parts I i II d'Enric V de Shakespeare, que havia estat presentat a l'Odéon el 1842. Aquesta versió de Dumas-Meurice de Hamlet es va realitzar al Théâtre Historique propietat de Dumas el 1847 i va tenir un enorme èxit. Amb algunes alteracions de la Comédie-Française es va tornar a poar al repertori el 1886, i va continuar sent realitzat a França fins a mitjan segle xx.

### Preparació del llibret
Els llibretistes per l'òpera de Hamlet, Michel Carré i Jules Barbier, eren experimentats: ja havien facilitat els llibrets de Mignon per a Thomas i també per al Faust de Gounod. Van triar la versió de Dumas de l'obra com a base per a la seva llibret. Aquesta era la versió amb la qual el públic francès estava més familiaritzat, i amb la qual l'òpera s'hauria comparat.
Els llibretistes varen simplificar la trama reduint el nombre de personatges. Es van centrar més en la relació de Hamlet i Ofèlia. La versió Dumas-Meurice era més fidel a Shakespeare i havien restaurat gran part del que faltava en la versió de Ducis, incloent Rosencrantz i Guildenstern, el fantasma, el duel i els enterradors. Tot i això, per als estàndards moderns, era una adaptació bastant lliure de l'original. Fortinbras va desaparèixer, i es va extirpar tota l'escena d'obertura amb els sentinelles a les muralles del castell. Es va afegir una escena d'amor entre Hamlet i Ofèlia en el primer acte. Claudio no envia Hamlet a Anglaterra, pel que Rosencrantz i Guildenstern no moren. Cal destacar que, al final de l'obra, com Gertrudis, Claudio i Laertes s'estan morint, el fantasma del pare de Hamlet torna a aparèixer i condemna a cadascun dels personatges a la mort.
Aquesta simplificació dels personatges i subtrames va portar que l'òpera se centrés essencialment amb quatre personatges principals: Hamlet i Ophélie, Claudio i Gertrudis. Aquesta constel·lació de papers conserva el model tètrada i l'equilibri de les parts masculines i femenines, que s'havia establert a la gran òpera francesa en el moment de Robert le diable de Meyerbeer el 1831. El llibret va especificar originalment per a aquestes funcions una soprano (Ophélie), una mezzosoprano (Gertrudis), un tenor (Hamlet) i un baríton o baix (Claudio).

### Composició

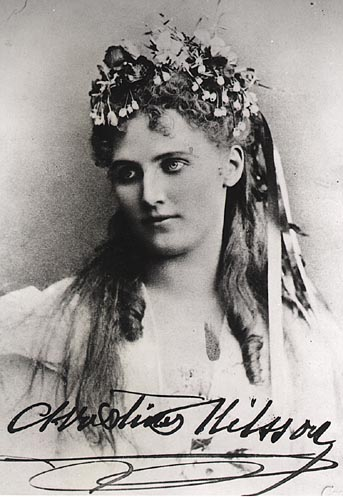
La primera Ophélie va ser la sueca Christina Nilsson

Se sap molt poc sobre els detalls de la composició de la música. Thomas pot haver rebut el llibret original en quatre actes al voltant de 1859. Però les exigències de les autoritats en aquest moment especificaven que per a ser estrenada a l'Òpera de París almenys havia de tenir cinc actes. La inclusió d'un ballet també era obligatori. El quart i últim acte, que va comptar amb l'escena de la bogeria i de l'escena Gravediggers, va ser simplement dividit en dos. Per conferir més pes al nou quart acte, es va afegir el ballet entre la introducció coral i l'escena de bogeria i el recitatiu i l'ària de Ophélie.
El 1863 el director de l'Opéra, Émile Perrin, va escriure en una carta a un ministre de l'estat que Thomas gairebé havia acabat d'escriure la música. Més tard, la premsa va conjecturar pel que feia a la raó de la demora de l'òpera, i van suggerir que Thomas havia de trobar encara el seu ideal d'Ophélie. Quan l'adaptació de Shakespeare de Gounod, Roméo et Juliette, es va presentar al Théâtre Lyrique el 1867, va representar un impuls addicional per a Thomas per acabar de treballar en la seva pròpia adaptació de Hamlet.
Thomas es va veure obligat a traslladar la partitura per a baríton. El paper de Hamlet havia estat en origen escrit per a un tenor, però per la impossibilitat de trobar-ne cap que s'adaptés al paper va haver de recórrer a un baríton, Jean Baptiste Faure, que va obtenir un gran èxit. La primera Ophélie va ser la sueca Christina Nilsson, que havia debutat quatre anys abans amb La traviata i que era la soprano del moment i la gran rival d'una altra superestrella vuitcentista, Adelina Patti.

## Representacions
Hamlet va ser un èxit i aviat va començar a representar-se en els teatres més importants del món. Al Covent Garden londinenc, i després a Nova York, Viena, Berlín o Sant Petersburg. Després, i a excepció de l'escena de bogeria, gravada per tota soprano que es preui o el brindis de Hamlet de l'Acte II, l'òpera va caure en l'oblit. Amb l'aparició de dos enregistraments integrals en estudi -i un DVD- i les representacions en diferents teatres, l'òpera ha revifat. Recentment s'ha representat al Metropolitan de Nova York, escenari on no es representava des de finals del segle xix.
A Barcelona, es va estrenar amb gran èxit catorze anys més tard, primer al Teatre Principal, un mes després al Liceu i l'octubre al Teatre Líric. Al Liceu es va anar representant assíduament fins a l'any 1931, en què es va obrir un llarg parèntesi fins a l'octubre de 2003, última representació.
Quan es va estrenar a Anglaterra els crítics britànics es van posar les mans al cap i van sentenciar l'adaptació afirmant que només un bàrbar o un francès hauria convertit la tragèdia de Hamlet en una obra burlesca. Una de les heretgies atribuïdes era que Hamlet sobrevisqués per convertir-se en rei, si bé és cert que Thomas va escriure un final alternatiu per al Covent Garden, en el qual Hamlet moria com manen els cànons. Era una mica injust donar la culpa a Thomas o als seus llibretistes d'apartar-se tant de l'original. Al cap i a la fi, la seva font no era la tragèdia de Shakespeare, sinó un drama d'Alexandre Dumas que l'adaptava i que era molt popular a França en l'època en la qual Thomas va estrenar la seva òpera.

## Argument
Lloc: Dinamarca al castell d'Elsinore.

### Acte I
Escena 1: sala de la coronació

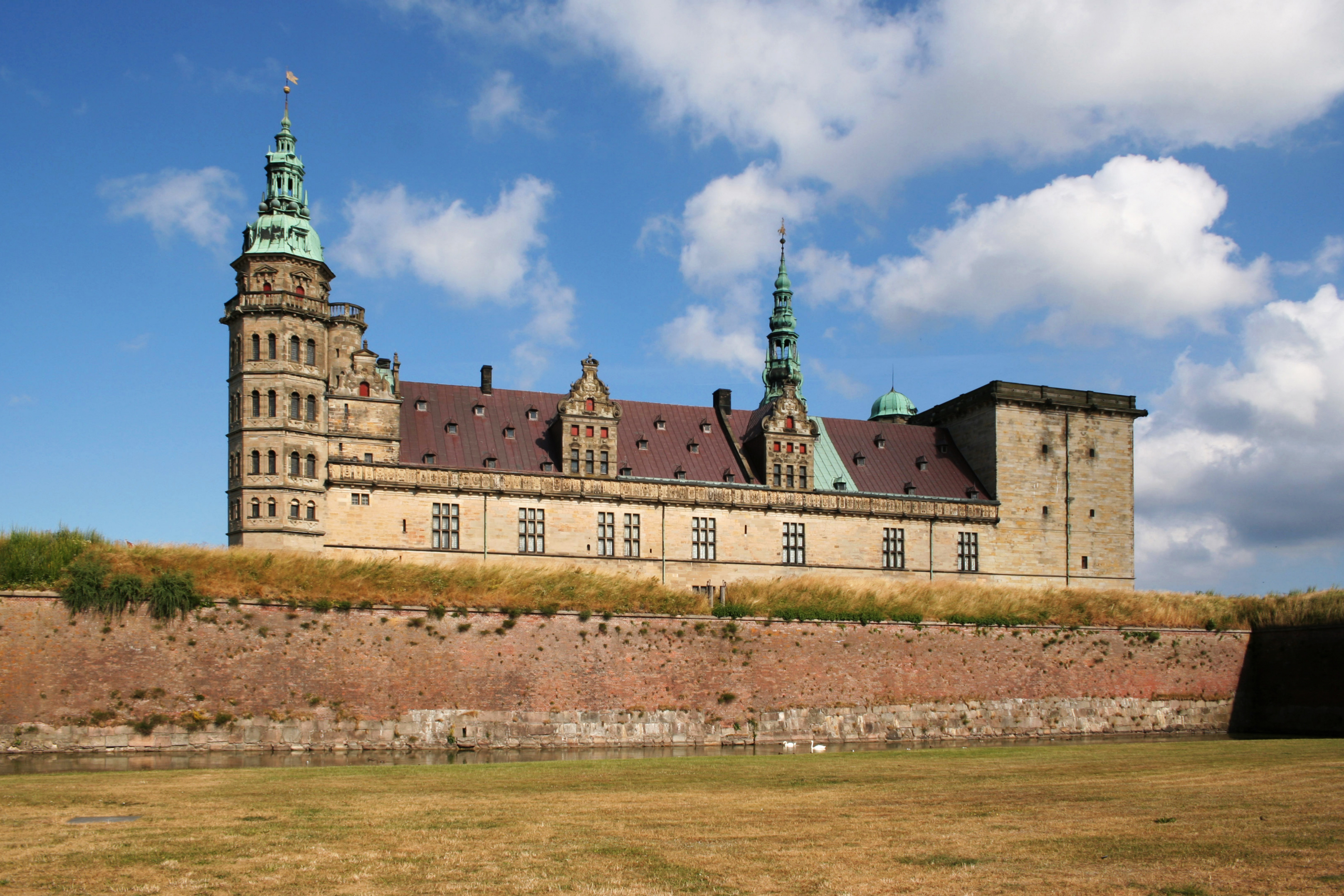
El castell d'Elsinore

La cort reial danesa està celebrant la coronació de la reina Gertrude qui s'ha casat amb Claudius, germà del difunt rei Hamlet. Claudius col·loca la corona al cap de Gertrude. Tots se'n van, i entra el príncep Hamlet, fill del difunt rei i de Gertrude. Està disgustat perquè la seva mare s'ha tornat a casar massa aviat. Entra Ophélie, i els dos canten un duo d'amor. Entra Laerte, germà d'Ophélie. L'envien a Noruega i s'està acomiadant. Confia a Ophélie la cura de Hamlet. Hamlet rebutja unir-se a Laerte i Ophélie quan ells marxen a unir-se al banquet, i se'n va en una altra direcció. Cortesans i soldats, de camí al banquet, entren al saló. Horatio i Marcellus diuen als soldats que han vist el fantasma del pare de Hamlet en els merlets del castell la nit anterior i se'n van per explicar-ho a Hamlet.
Escena 2: els merlets
Horatio i Marcellus es troben Hamlet en els merlets. Apareix el fantasma, Horatio i Marcellus marxen, i el fantasma explica al seu fill que Claudius l'ha matat enverinant-lo. El fantasma ordena a Hamlet venjar-se de Claudius, però ha de perdonar Gertrude. El fantasma es retira i Hamlet treu la seva espasa i jura venjar al seu pare.

### Acte II
Escena 1: els jardins
Ophélie, llegint un llibre, està preocupada per la nova indiferència de Hamlet. Hamlet apareix al lluny, però se'n va sense parlar. Entra la reina. Ophélie diu que li agradaria anar-se'n de la cort, però la reina insisteix que ha de quedar-se. Ophélie se'n va al jardí i entra el rei Claudius. Gertrude sospita que Hamlet ara coneix l'assassinat del seu pare, però Claudius diu que no. Entra Hamlet i fa veure que està boig. Rebutja totes les mostres d'amistat de Claudius, després anuncia que ha contractat un grup d'actors perquè interpretin una obra aquesta tarda. Claudius i Gertrude marxen, i llavors entren els intèrprets. Hamlet els demana que representin l'obra L'assassinat de Gonzago i després canta un brindis, fent-se el boig, de manera que no susciti sospites.
Escena 2: l'obra teatral
El rei i la reina, juntament amb altres convidats es reuneixen al saló del castell on s'ha preparat l'escenari. Comença l'obra, i Hamlet va narrant. L'obra explica una història similar a l'assassinat del pare de Hamlet. Després d'administrar el «verí», l'«assassí» col·loca la «corona» sobre el seu cap. Claudius empal·lideix, s'aixeca sobtadament, i ordena que s'aturi l'obra i que marxin els actors. Hamlet acusa Claudius de l'assassinat del seu pare i li treu a Claudius la corona del cap. Tota la gent reunida reacciona en un gran septet amb cor.

### Acte III
A la cambra de la reina, Hamlet llança el seu monòleg Ser o no ser, després s'amaga darrere d'un tapís. Claudius entra i parla alt del seu remordiment. Hamlet, decidint que l'ànima de Claudius podria salvar-se si el mata mentre està resant, demora la venjança. Entra Polonius i en la seva conversa amb Claudius revela la seva complicitat. El rei i Polonius marxen, surt Hamlet del seu amagatall, i entra Gertrude amb Ophélie. La reina intenta convèncer a Hamlet que es casi amb Ophélie, però Hamlet, adonant-se que ja no pot casar-se amb la filla del culpable Polonius, la rebutja. Ophélie retorna el seu anell a Hamlet i se'n va. Hamlet intenta forçar Gertrude perquè s'enfronti a la seva culpa, però ella es resisteix. Quan Hamlet l'amenaça, ell veu al fantasma, qui li recorda que ha de salvar la seva mare.

### Acte IV
L'escena de la bogeria

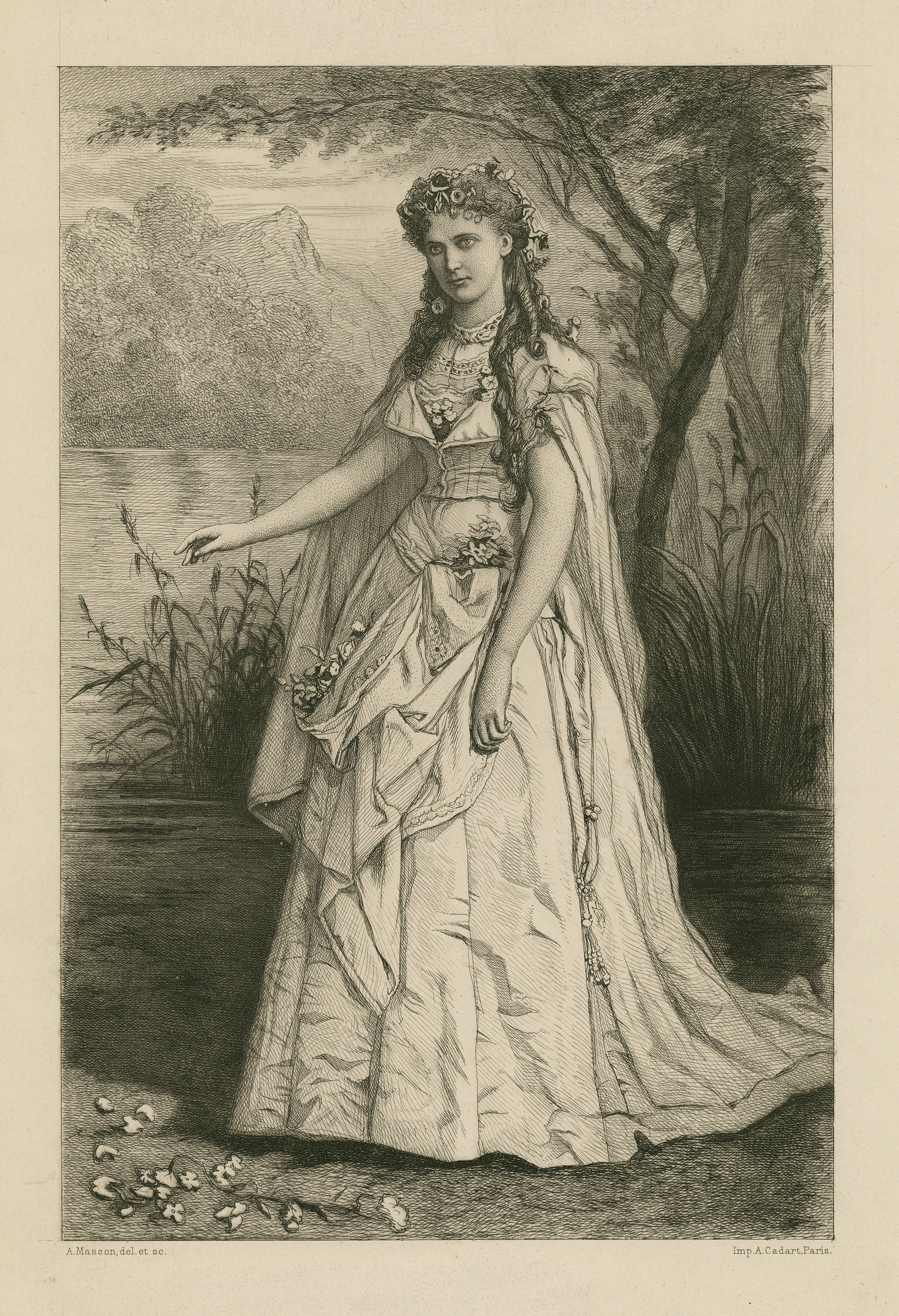
L'èxit inicial de l'estrena a l'Òpera de París es va deure, sens dubte, als espectaculars efectes vocals de lEscena de bogeria executada per Christina Nilsson, l'Ophélie original

Aquest acte comença amb un breu interludi musical de al voltant de dos minuts, que introdueix un suau solo de clarinet. El segueix un ballet (Celebració de la primavera). Després es produeix l'escena de Ophélie i l'ària. Després del rebuig de Hamlet, Ophélie ha embogit, es presenta davant els camperols vestida de blanc i amb el cabell adornat amb flors. Els explica als pagesos que si senten que Hamlet l'ha oblidat, no han de creure-ho. Un vals comença amb una breu introducció orquestral. Ophélie ofereix un branquilló de romaní silvestre a una jove i vinca a una altra. En una lúgubre balada, Ophélie canta sobre el Willis (deu d'aigua) que atrau els amants a la mort, arrossegant-los sota l'aigua fins que s'ofeguen. La balada conclou amb un passatge de coloratura que acaba en un si alt i un trinat en la sostingut que porta a un si alt. Ophélie s'inclina sobre el llac i s'ofega.
|  |  |

### Acte V
Escena dels enterramorts
Hamlet arriba on dos enterramorts estan excavant una nova tomba. Pregunta qui ha mort, però ells no ho saben. Canta el seu remordiment per tal com ha tractat a Ophélie. Laerte, que ha tornat de Noruega i sap de la mort de la seva germana i el paper que Hamlet ha tingut en ella, entra i desafia a Hamlet a un duel. Lluiten, i Hamlet resulta ferit, però la processó funeral d'Ophélie interromp el dol. Al final, Hamlet s'adona que ella ha mort. Apareix el fantasma de nou i exhorta Hamlet a matar Claudius, el que fa Hamlet, venjant la mort del seu pare. El fantasma afirma la culpa de Claudius i la innocència de Hamlet. Aquest últim, encara desesperat, és proclamat rei amb crits de «Llarga vida a Hamlet! Llarga vida al Rei!».

## Altres versions
- El compositor Antonio Buzzolla (1815-1871), també va escriure una òpera sobre el mateix personatge.[20]